# Old Course
Old Course i St Andrews i Skottland är en av de äldsta golfbanorna i världen. Banan ligger på allmän mark och ägs av St Andrews stad. R&As klubbhus ligger invid första tee och många tror att det är de som äger banan, men de är bara en av många klubbar som får spela på den, tillsammans med allmänheten. Samtliga golfbanor i staden ägs av kommunen. Banan har hittills (anno 2017) varit värd för The Open Championship 29 gånger (1873–2015).
Det är inte känt när golf spelades för första gången på marken som nu är Old Course. Det tidigaste beviset är ett tillstånd från 1552 som gjorde linkslandet norr om staden till ett fritidsområde för stadsborna för all framtid.

## Banan

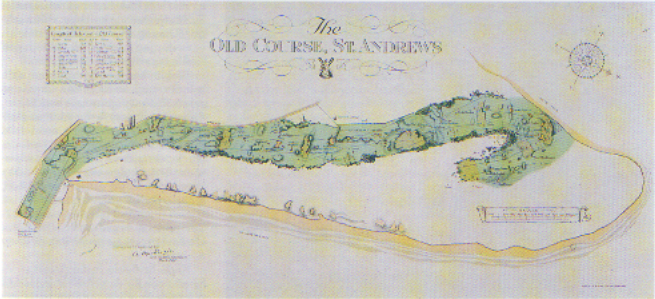
Old Course, tecknad av banarkitekten Alister MacKenzie 1921.

Banan växte fram under många år utan hjälp av arkitekter. Ursprungligen spelades banan med samma fairways då man gick 11 hål ut och tillbaka på samma hål. Man spelade således 22 hål. Allteftersom golfintresset ökade breddades banan i mitten av 1800-talet och stora ytor av ljung och ärttörne röjdes. Banområdet fördubblades och nya tees anlades utanför greenområdena. Den tidigare regeln att nästa utslag måste ske inom två klubblängder från föregående green övergavs och antalet hål minskade från 22 till 18. Efter hand blev 18 hål det antal som spelades över hela världen.
Banan kan spelas medurs eller moturs. Det normala är att den spelas moturs men en gång per år spelas den medurs. Ursprungligen ändrades spelordningen varje vecka för att gräset skulle återhämta sig.
Det 17:e hålet, Road Hole, anses som ett av världens svåraste golfhål. Det är även ett av de mest berömda. Hålet är ett 421 meter långt par 4 och för att ha bättre möjlighet att nå greenen på två slag så slår många spelare över en mur vid en hotellträdgård. Längs greenens högra sida löper en grusväg och utanför den en asfalterad väg. Greenen är smal, upphöjd och ondulerad och på dess vänstra sida ligger Road Bunker som greenen lutar mot.

### Greenerna
En av de unika egenskaperna på Old Course är de stora dubbelgreenerna. Sju greener delas av två hål vardera. Endast hål 1, 9, 17 och 18 har egna greener. De är ondulerade och ofta väldigt snabba vilket kan resultera i flera slag över par trots att spelaren ligger på greenen efter två slag. Det är inte ovanligt att bollen rullar ner i en bunker vid puttning.

### Bunkrarna

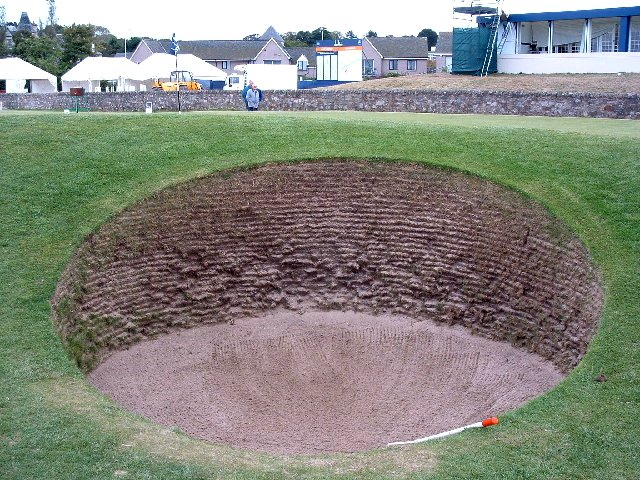
Road Hole Bunker.

Old Course har 120 bunkrar. Ofta ligger bunkrarna på platser där spelare inte kan tänka sig att hamna men vinden i kuststaden St Andrews gör att bollen kan hamna på de mest oväntade platser. Alla bunkrar har namn med anspelning på vad som har hänt på banan under svunna tider. En del bunkrar är mycket djupa och har branta, nästa lodräta väggar och ofta krävs det fler än ett slag för att komma ur bunkern.
Stora bunkrar:
- Hell Bunker på hål 14
- Shell Bunker på hål 7
- Cottage Bunker mellan fairways på hål 4 och 15

Djupa bunkrar med branta väggar:
- Road Hole Bunker på hål 17
- Strath Bunker på hål 11
- Hill Bunker på hål 11
- Principal's Nose på hål 16
- Sutherland Bunker på hål 15 bakom Cottage Bunker

I slutet av 1800-talet fick några långtslående spelare sin vilja igenom och Sutherland Bunker lades igen. Den grävdes dock fram igen under en natt av lokalbefolkningen.

## Traditioner

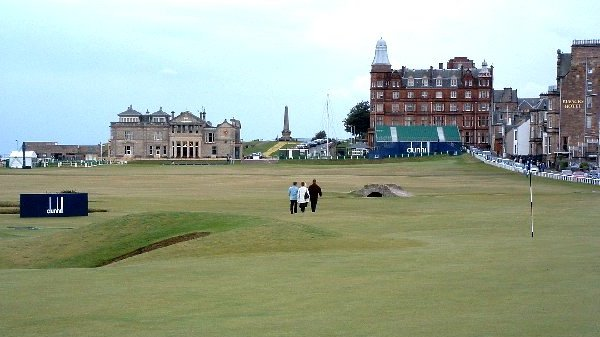
Vy över 18:e hålet med staden till höger i bild.

Old Course är stängd på söndagar för att låta banan vila. Istället blir den ett friluftsområde för ortsbefolkningen som vill promenera, ha picnic eller på annat sätt ta del av området. Spel på söndagar tillåts endast vid några få tillfällen:
- Sista dagen av Dunhill Links Championship, en årlig tävling på European Tour.
- Sista dagen av The Open och Women's British Open när tävlingen hålls på Old Course, vilket inträffar ungefär vart femte år. Att vinna The Open är en stor merit men att dessutom göra det på Old Course är större med tanke på banans gamla traditioner.
- Sista dagen av två stora amatörtävlingar: St Andrews Links Trophy och St Rule Trophy.

Bland vinnarna av The Open på Old Course finns Louis Oosthuizen, Tiger Woods (två gånger), John Daly, Nick Faldo, Seve Ballesteros, Jack Nicklaus (två gånger), Tony Lema, Kel Nagle, Bobby Locke, Peter Thomson, Sam Snead, Richard Burton, Denny Shute, Bobby Jones, Jock Hutchison, James Braid (två gånger), John Henry Taylor (två gånger), Hugh Kirkaldy, Jack Burns, Bob Martin (två gånger), Jamie Anderson, Tom Kidd